# Астрономическа навигация
Астрономическата навигация е метод за геолокация, при който чрез наблюдения на звездите или други небесни тела се определя точно положението на наблюдателя в пространството, обикновено върху повърхността на Земята. Той играе важна роля в традиционното мореплаване, където замества по-старите и значително по-неточни методи за определяне на положението в открито море чрез приблизителна оценка на изминатия път. Астрономическата навигация използва само преки астрономически наблюдения, за разлика от съвременната спътникова навигация, разчитаща на комуникация със система от изкуствени спътници.